# Beetgum
Beetgum (officieel, Fries: Bitgum) is een dorp in de gemeente Waadhoeke, in de Nederlandse provincie Friesland. Beetgum ligt tussen Beetgumermolen en Berlikum. Tussen deze plaatsen ligt een kassengebied. Langs het dorp loopt de N383. De dorpen Beetgum, Beetgumermolen en Engelum vormen een gezamenlijke gemeenschap met een aantal gezamenlijke faciliteiten. In 2023 telde het dorp Beetgum 760 inwoners.

## Geschiedenis
Het dorp is ontstaan op een terp langs een kwelderwal. Een vermelding 1275 schrijft de plaat als Betingum, en later komen varianten als Betinghim, Beteghum, Beetighom, Beethgem en Beetgum en  voor. De plaatsnaam verwijst mogelijk naar de woonplaats van de familie Badinga of Berhtinga gaat, hoewel voor de laatste geen concrete aanwijzingen voor zijn.
Tijdens de afgraving van een terp in Beetgum in 1888 werd een votiefsteen gevonden die dateert uit het begin van de jaartelling. De steen is gewijd aan de godin Hludana en wordt de Hludana-steen genoemd.
Het nabijgelegen Beetgumermolen was tot 1963 een buurtschap bij Beetgum. Tussen deze plaatsen stond tot 1879 de Martenastate (of Groot Terhorne), welke bewoond werd door het adellijke geslacht Thoe Schwartzenberg en Hohenlansberg. Even buiten Beetgumermolen stond de Aysma State, die eeuwenlang door de belangrijke militaire familie Van Aysma werd bewoond.

## Kerk

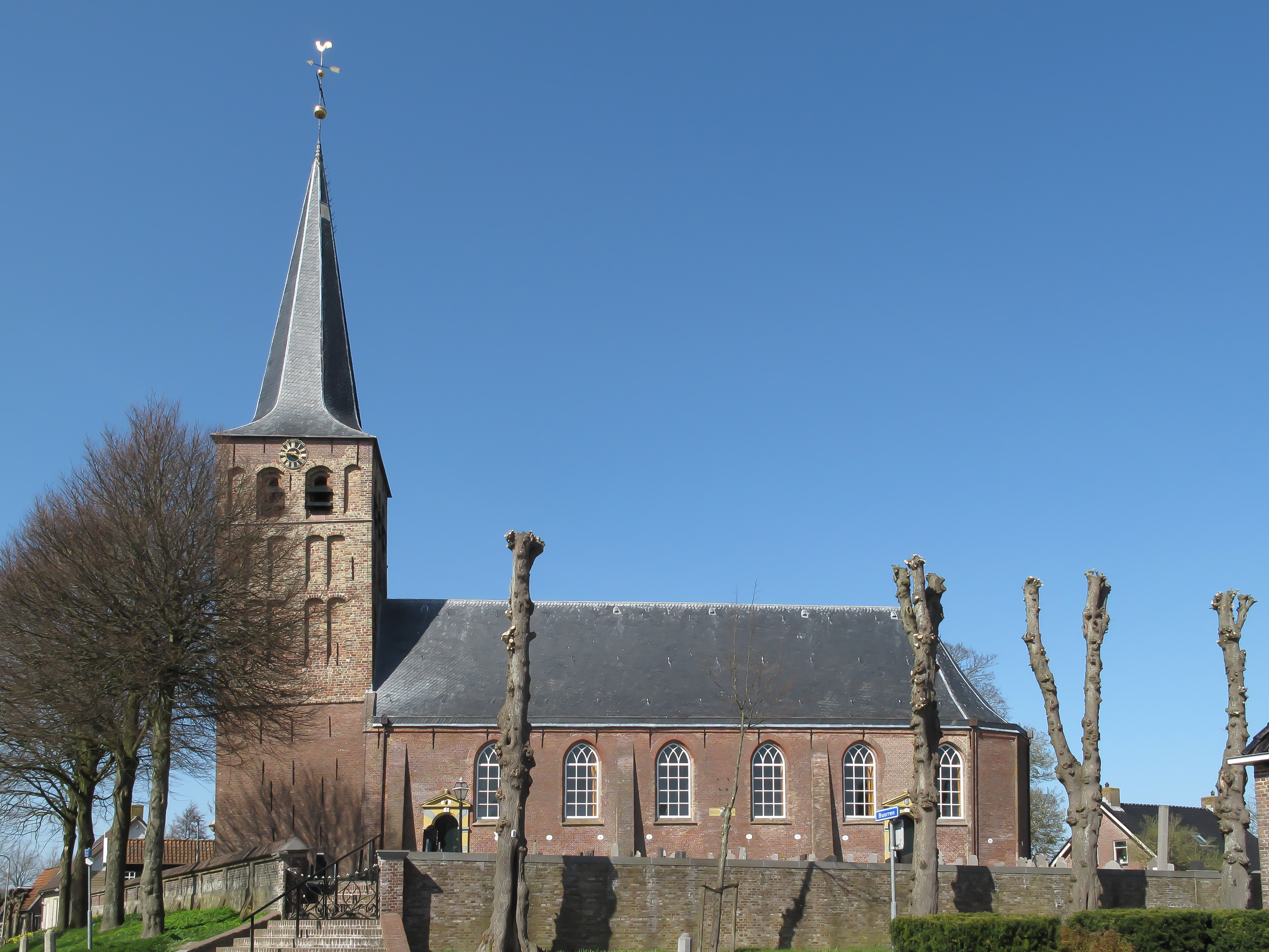
Sint-Martinuskerk

De kerk van Beetgum, oorspronkelijk aan Sint-Martinus gewijd, is destijds op initiatief van deze familie gebouwd op de fundamenten van de in 1669 afgebroken kerk. In de kerk bevindt zich, onder het koor en gedekt door stergewelven, de grafkelder van de familie.

## Neergestorte straaljager
In aanloop naar de luchtmachtdagen op de Vliegbasis Leeuwarden stortte op 9 juni 2016 een straaljager neer nabij Beetgum. Het ging om een oefenvlucht van een Zwitserse F-5E Tiger van het team Patrouille de Suisse. De piloot bevrijdde zich met zijn schietstoel en landde op een kas. Hij kwam er met snijwonden en een enkelbreuk van af.

## Sport
De voetbalvereniging, VV Beetgum, werd in 1949 opgericht. De vereniging ligt aan de rand van het dorp en heeft het adres in Beetgumermolen. Verder is er een kaatsvereniging OKK (Oefening Kweekt Kunst).

## Cultuur
De Muziekvereniging Harmonie Beetgum bestaat sinds 1898. In Beetgumermolen is een toneelvereniging. Verder organiseert Feestvereniging De Maeyebeam veel activiteiten in de dorpen Beetgum, Beetgumermolen en Engelum.

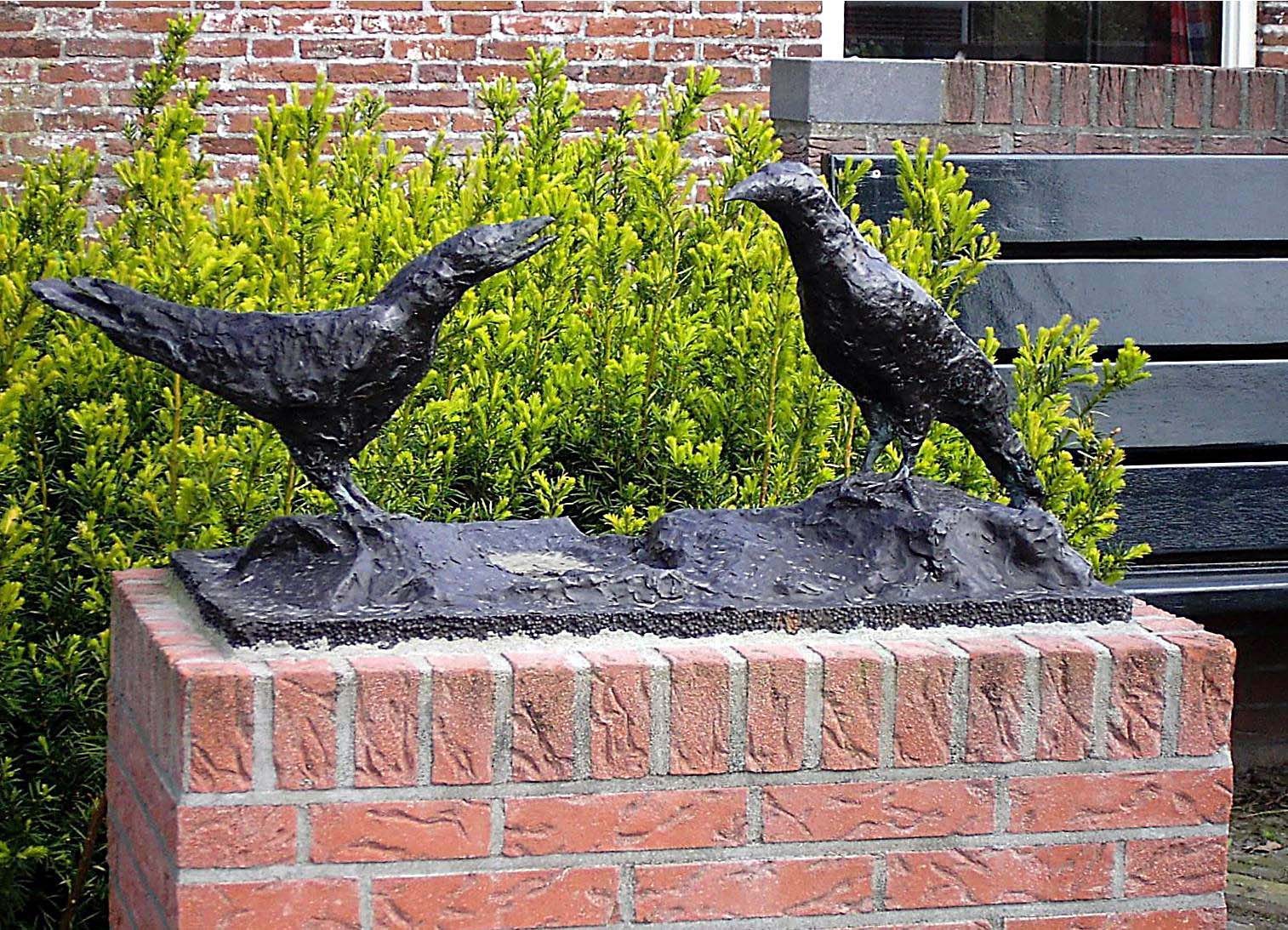
beeld van Atze Dijkstra

## Geboren in Beetgum
- Schelte Hotzes van Aysma (1578), kolonel in het Staatse leger.